# Scheren (Textilveredelung)
Scheren (altertümlich Scheeren, englisch Shearing [ˈʃɪərɪŋ]) ist ein Veredelungsverfahren in der Textilindustrie. Dabei wird durch Abschneiden hervorstehender Faserenden (dem Flor) eine gleichmäßige Oberfläche erzeugt, nachdem die Schlingenstruktur dieser Textilien aufgeschnitten wurde oder das Gewebe bzw. Gewirke aufgeraut wurde.

## Geschichte

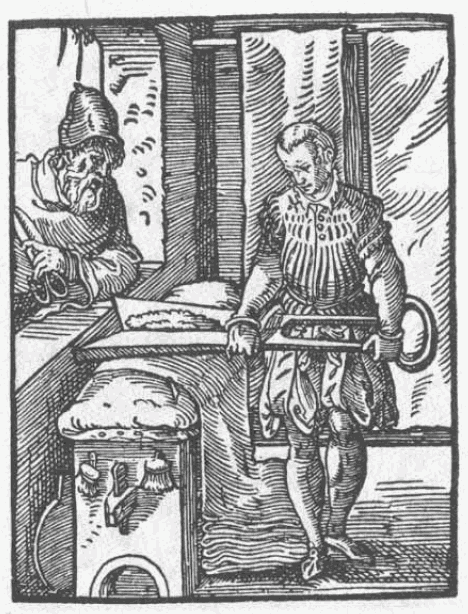
Tuchscherer beim Scheren im 16. Jahrhundert

Wann das Scheren, das früher besonders zur Veredlung von Tuchen diente, aufkam, bleibt im Dunkeln. Eine Voraussetzung hierfür war die Existenz von Bügelscheren, die im letzten vorchristlichen Jahrtausend mehrfach nachgewiesen werden können. Die ältesten sehr vagen Hinweise für das Scheren findet man in der Zeit um 400 v. Chr. Wesentlich konkreter werden die Belege für die Durchführung dieses Verfahrens in der Zeit der Römer. Funde von Fragmenten von Tuchscheren in den Nordprovinzen sowie Darstellungen auf Grabstelen beweisen, dass in der Römerzeit schon geschert wurde.
Wann das Scheren im Mittelalter als eigenständiges Handwerk aufkam, ist nicht ermittelbar. Erste Hinweise findet man 1193 in Florenz. In Deutschland ist dieses Handwerk 1346 für Augsburg erstmals nachweisbar. Auf Glasfenstern der Kathedrale von Semur-en-Auxois in Frankreich findet sich die Abbildung eines Scherers aus dem 14. Jahrhundert.
Schon früh wurde versucht, das Scheren zu mechanisieren. Leonardo da Vinci entwarf in der Zeit um 1500 einen mechanisierten Schertisch. Nach ihm befasste sich Christopher Polhem (1661–1751), ein weiterer Technikvisionär, mit diesem Thema. 1787 realisierte der Engländer John Harmar aus Sheffield als Erster einen mechanisierten Schertisch. Diese maschinelle Vorrichtung war über mehrere Jahrzehnte im Gebrauch.
Der Amerikaner Samuel Grissould Dorr aus Albany meldete im Jahr 1792 eine Rotationsmesser-Schermaschine zum Patent an. Um die Mitte des 19. Jahrhunderts war der mechanisierte Schertisch von der Rotationsmesser-Schermaschine in den Textilveredlungsbetrieben weitgehend abgelöst worden. Das Arbeitsprinzip dieser Maschine wird bis heute angewendet.

## Handscheren
Vor der Einführung der Maschinen erfolgte das Scheren manuell mit großen Tuchscheren auf Schertischen. Die Tuchscheren waren schwere Bügelscheren mit einer Gesamtlänge von 100 bis 140 cm. Die beiden Schneidflächen, die in einem Bügel zusammenliefen, zeigten Längen von ca. 60 cm. Gearbeitet wurde auf langen, schmalen Schertischen mit ca. 3 m Länge und ca. 40 cm Breite. Über die Tischoberfläche war ein gepolstertes Gewebe gespannt, so dass sich eine leichte Wölbung ergab. Das zu scherende Gewebe wurde auf diesen Tischen mit den so genannten Tuchschererklammern oder Pinthaken befestigt.

## Maschinelles Scheren
Das Scheren wird heute mit einer Schermaschine oder Diagonalschermaschine durchgeführt. Pionierarbeit auf diesem Gebiet leistete die von Severin Heusch 1850 in Aachen gegründete und damit älteste Schermesserfabrik Deutschlands, vor allem durch die Entwicklung seiner nach ihm benannten „Heusch-Konkavspirale“, ein Schermesser, dessen Hauptvorteil darin bestand, dass sich sein Schnittwinkel im Verlauf des materiellen Verschleißprozesses nicht mehr ändert. Vor der industriellen Revolution wurde diese Arbeit von den Tuchscherern mit großen Handscheren ausgeführt.

## Anwendung
Durch den Produktionsschritt Scheren werden unterschiedliche textile Halbzeuge erzeugt:
- Gewebe-Plüsch
- gewirkter Scherplüsch oder Nickiplüsch
- Gewebe-Velours
- Samt
- echtes (Woll)-Tuch
- aus Dilour-Nadelvlies wird Scherdilour.
- Velourtuft-Teppichboden. Der Scherprozess ist dem Tuften nachgeschaltet. Ausgangsmaterial ist meist ein Schnittflorteppich, bei dem die Polnoppen bereits aufgeschnitten wurden.

### Musterbildung bei getufteten Teppichen
Für besondere Effekte werden auch Schlingenteppiche der Prozedur des Scherens unterzogen und dadurch gemustert. Man unterscheidet hierbei folgende Schermethoden:

#### Tip-sheared (‚Scheren der Spitzen‘)
Bei dieser Schermethode ist das Schermesser auf eine bestimmte Höhe eingestellt und schert die längsten Pole des Teppichbodens ab, so dass an dieser Stelle ein Schnittflor entsteht, und lässt die kürzeren Pole stehen, die Schlingenflor bleiben. Wenn der Flor aus drei Polhöhen besteht, wird die mittlere Höhe angeschoren. Bei der Methode wird nur der oberste Abschnitt der Pole geschoren.

#### Random-sheared: (‚Zufallsscherung‘)
Bei dieser Methode des Scherens wird vorerst der Schlingenflor wie zufällig mit höheren Schlingen getuftet, um im eigentlichen Prozess die höheren Pole abzuscheren. Eine wie zufällige Musterung entsteht. Dabei können auch nur die Pole angeschoren werden.

#### Level-sheared: (‚Scheren auf Höhe‘)
Bei dieser Methode wird in zwei Höhen getuftet und der höhere Pol wird ganz aufgeschnitten, wodurch zwei verschiedene Flächen entstehen können. Am Ende steht eine einheitliche Höhe. Schlingen und Velours sind auf einer Höhe.